# Solanum bellicosum.
Solanum bellicosum. är en potatisväxtart som beskrevs av Friedrich August Georg Bitter. Solanum bellicosum. ingår i släktet skattor som ingår i familjen potatisväxter. Inga underarter finns listade i Catalogue of Life.